# Internazionali di Tennis Città di Forlì 2020
Gli Internazionali di Tennis Città di Forlì 2020 sono stati un torneo maschile di tennis giocato sulla terra rossa. È stata la 1ª edizione del torneo, facente parte della categoria Challenger nell'ambito dell'ATP Challenger Tour 2020. Si sono giocati al Tennis Villa Carpena di Forlì, in Italia, dal 21 al 26 settembre 2020. È stato il primo torneo Challenger vinto da Musetti.

## Partecipanti

### Teste di serie
| Nazionalità   | Giocatore        | Ranking* | Testa di serie |
| ------------- | ---------------- | -------- | -------------- |
| Stati Uniti   | Frances Tiafoe   | 66       | 1              |
| Regno Unito   | Cameron Norrie   | 68       | 2              |
| Corea del Sud | Kwon Soon-woo    | 79       | 3              |
| Italia        | Salvatore Caruso | 87       | 4              |
| Giappone      | Yūichi Sugita    | 94       | 5              |
| Sudafrica     | Lloyd Harris     | 95       | 6              |
| Italia        | Andreas Seppi    | 96       | 7              |
| Argentina     | Federico Coria   | 104      | 8              |

* Ranking al 16 marzo 2020.

### Altri partecipanti
I seguenti giocatori hanno ricevuto una wild card per il tabellone principale:
- Salvatore Caruso
- Lorenzo Musetti
- Frances Tiafoe

I seguenti giocatori sono passati dalle qualificazioni:
- Christian Harrison
- Thiago Monteiro
- Nikolás Sánchez Izquierdo
- Giulio Zeppieri

Il seguente giocatore è entrato in tabellone come lucky loser:
- Alexander Ritschard

## Punti e montepremi
| Torneo    | Torneo              | V      | F     | SF    | QF    | 2T    | 1T  | Q | Q2  | Q1  |
| Singolare | Punti               | 100    | 60    | 35    | 18    | 8     | 0   | 5 | 1   | 0   |
| Singolare | Premi in denaro (€) | 12 250 | 7 200 | 4 260 | 2 480 | 1 460 | 885 | – | 440 | 220 |
| Doppio    | Punti               | 100    | 60    | 35    | 18    | –     | 0   | – | –   | –   |
| Doppio    | Premi in denaro (€) | 5 250  | 3 100 | 1 840 | 1 090 | –     | 610 | – | –   | –   |

## Campioni

### Singolare
Lorenzo Musetti ha sconfitto in finale  Thiago Monteiro con il punteggio di 7–6(2), 7–6(5).

### Doppio
Tomislav Brkić /  Nikola Ćaćić hanno sconfitto in finale  Andrej Golubev /  Andrea Vavassori con il punteggio di 3-6, 7-5, [10-3].